# Holden
«Голден» (англ. «Holden») — австралійський виробник автомобілів, первинно незалежний, нині[коли?] — відділення General Motors.

## Історія

### Рання історія
Джеймс Олександр Голден іммігрував до Південної Австралії з Англії у 1852 році й 1856 року заснував фірму J.A. Holden and Co в Аделаїді. 1905 року Едвард Вівол Голден, син Джеймса, увійшов до справи, цікавлячись автомобілями. Фірма розвивалась через партнерів, і в 1908 році Holden & Frost почали випуск запчастин для автомобілів. 1913 року фірма виробляла коляски для мотоциклів. З 1917 року торгові обмеження призвели до утворення нової компанії у 1919 році під назвою Holden's Motor Body Builders Ltd (HMBB). Тоді Holden установлював свої кузови на шасі, які йшли на імпорт, зокрема від Chevrolet. 1931 року General Motors купив бізнес та сформував General Motors-Holden's Ltd.

### 1940-ві роки
Перший завод Holden, розташований у Фішерменс-Бенд (порт Мельбурн), було добудовано у 1936 році, а у 1939 році почали зводити другий завод у Пейджвуді. Однак початок Другої світової війни відклав виробництво автомобілів: на заводах вироблялись кузови автомобілів, польові гармати, літаки і двигуни. Проте ще до завершення війни уряд Австралії ухвалив рішення сприяти національній автомобільній індустрії. І General Motors, і Ford надали уряду Австралії свої напрацювання для проєктування першого австралійського автомобіля. Спершу вибір пав на пропозицію Ford, але цей варіант вимагав надійної фінансової допомоги від держави. Пропозицію GM було прийнято через те, що майже не вимагала участі уряд. Після війни Holden повернувся до виробництва кузовів, цього разу для Buick, Chevrolet, Pontiac і Vauxhall.
З цього моменту Holden під керівництвом Лоуренса Гартнетта вирішив дотримуватись політики самостійної розробки автомобілів, максимально пристосованих до специфічних австралійських умов. Це призвело до конфлікту з материнською компанією General Motors, оскільки GM наполягала на випуску моделі американської розробки. У решті решт, було прийнято компромісне рішення — як базу для першого повоєнного Голдена було взято варіант проєкту Chevrolet, що не пішов у серію в США.
Виробництво запустили у 1948 році, а списки попередніх замовлень розтягувались до 1949 року і довше. Попри те, що за проєктом автомобіль мав назву 48-215, продавався він просто як Holden. Неофіційна назва FX, народжена у стінах Holden, відносилась до допрацьованого автомобіля випуску 1953 року.

### 1950-ті роки

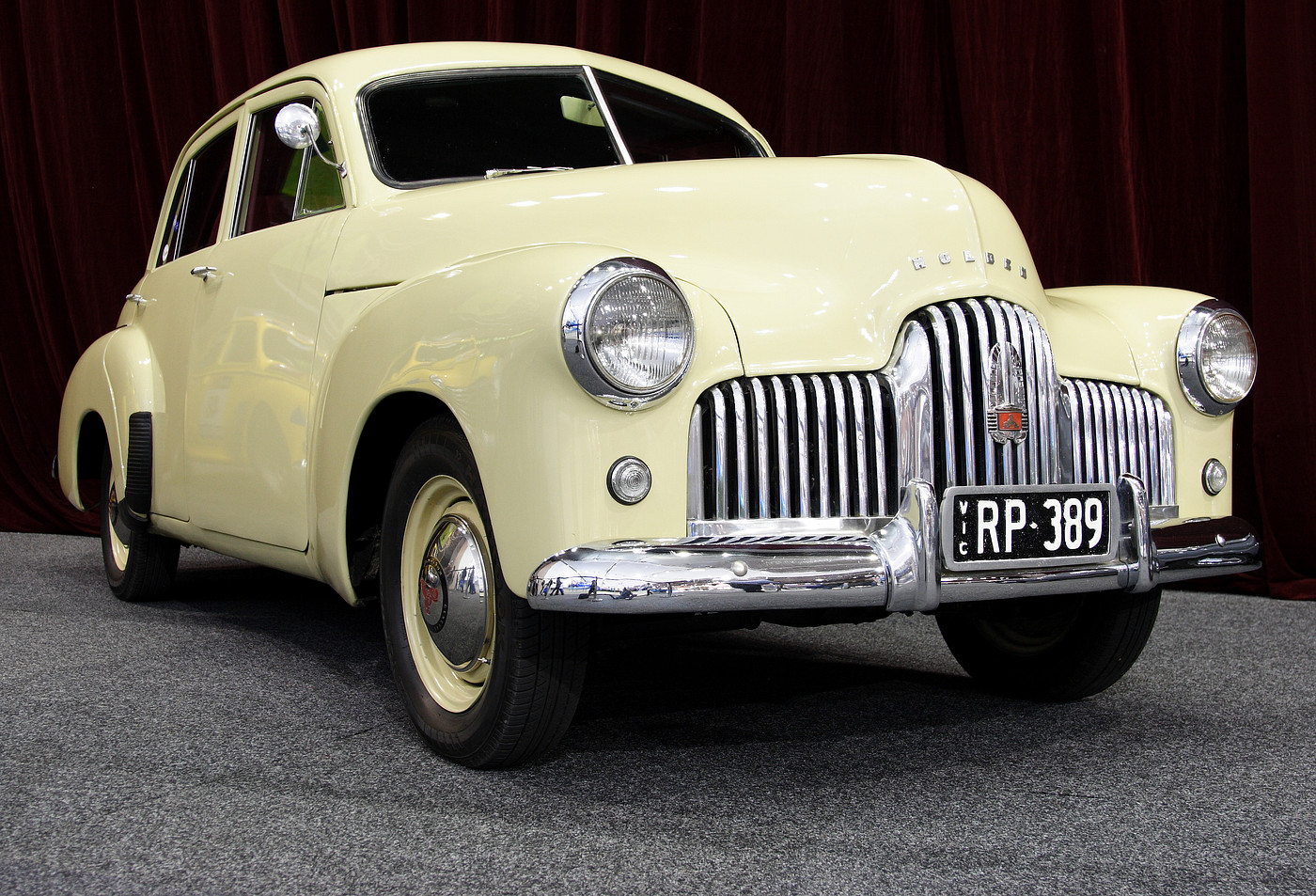
Holden 48-215 (1948—1953)

Упродовж 1950-х років Holden домінував на австралійському автомобільному ринку. General Motors робила значні внески у збільшення виробництва, що допомогло перекрити повоєнний попит на автомобілі. Автомобілі Holden були розроблені спеціально для суворих умов Австралії, й мали значний запас міцності, що було явним плюсом у австралійській провінції, що славилась своїм бездоріжжям.
Седани моделі 48-215 вироблялись паралельно з пікапом (coupé utility) 50-2106 з 1951 року; останній було визнано в народі як відмінна «робоча конячка» для австралійської сільської місцевості. Виробництво і седана, і пікапа тривало з невеликими змінами до 1953 року, коли вони були замінені рестайлінговою моделлю FJ. Окрім седана й пікапа тепер пропонувався третій тип кузова — розвозний фургон.

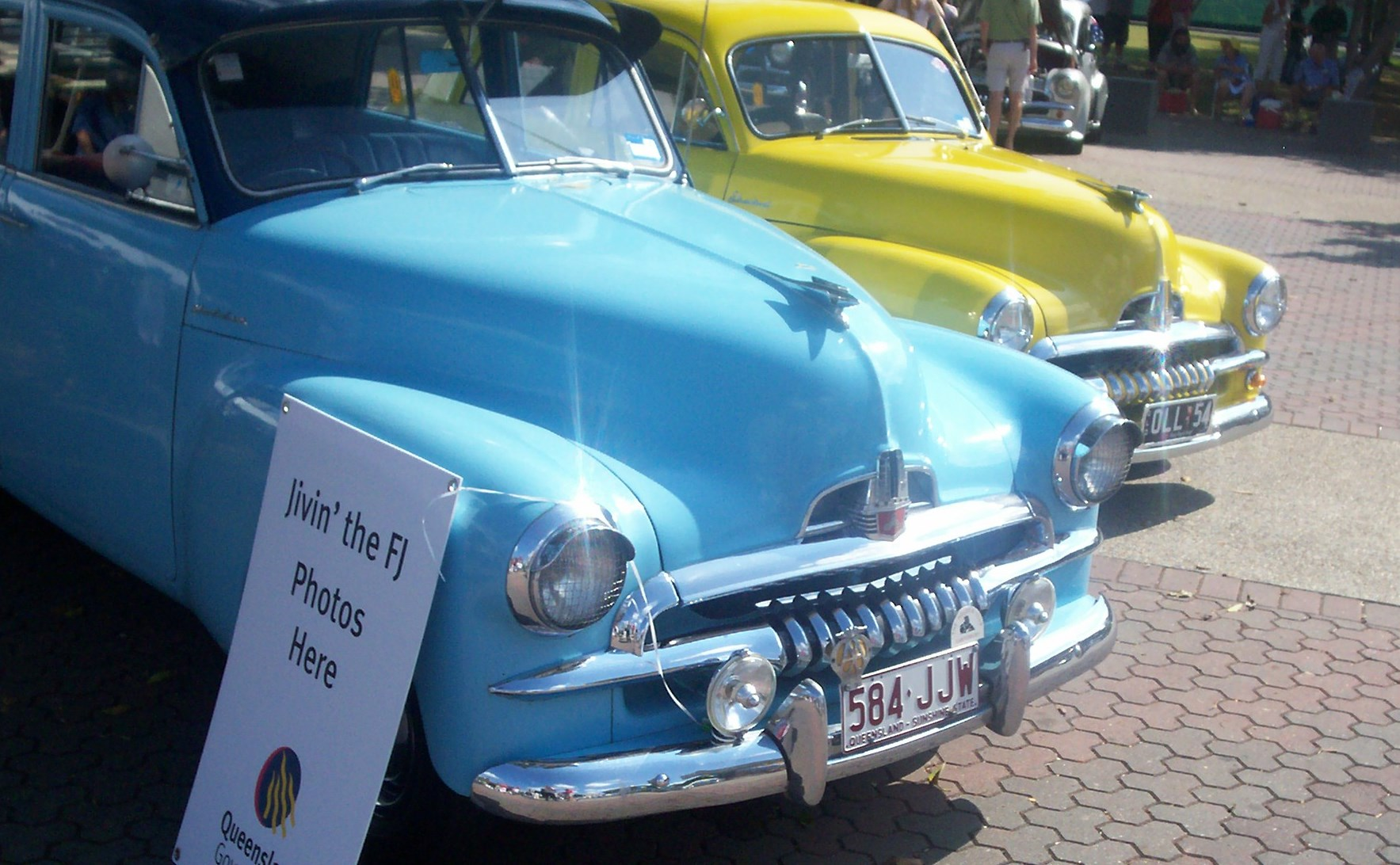
Культовий Holden FJ (1953—1956)

FJ був першою великою зміною у виробництві Holden з 1948 року. З роками цей автомобіль набув статусу ікони, й донині є одним із найупізнаваніших австралійських автомобілів. Нова решітка радіатора, велике заднє скло змінили вигляд машини, але кузовні деталі залишились незмінними. Попри невеликі зміни порівняно з 48-215, маркетингові кампанії й ціни залишились сталими, і FJ підтримував високий рівень продаж аж до тих пір поки Holden не почали випускати абсолютно нову модель.
У 2005 році на Австралійському міжнародному автосалоні в Сіднеї Holden представив репліку моделі FJ — концепт Efijy.

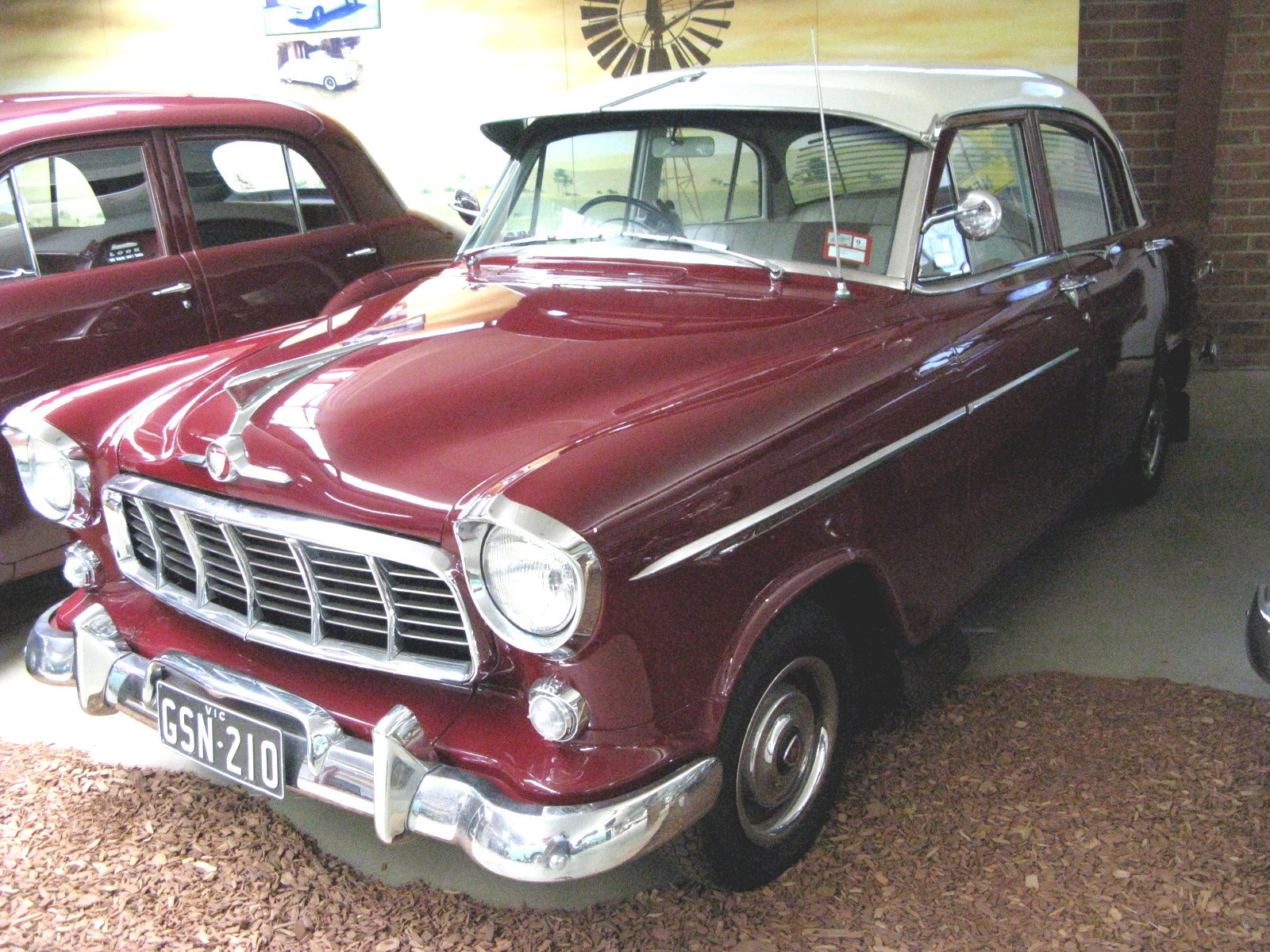
Holden FE (1956—1958)

Наступну модель Holden, FE, почали випускати у 1956 році. Машина отримали новий варіант із кузовом універсал, у буклетах компанії названий Station Sedan. 1956 року відкрився ще один завод Holden, який створив до 1959 року порядку 19 000 робочих місць.

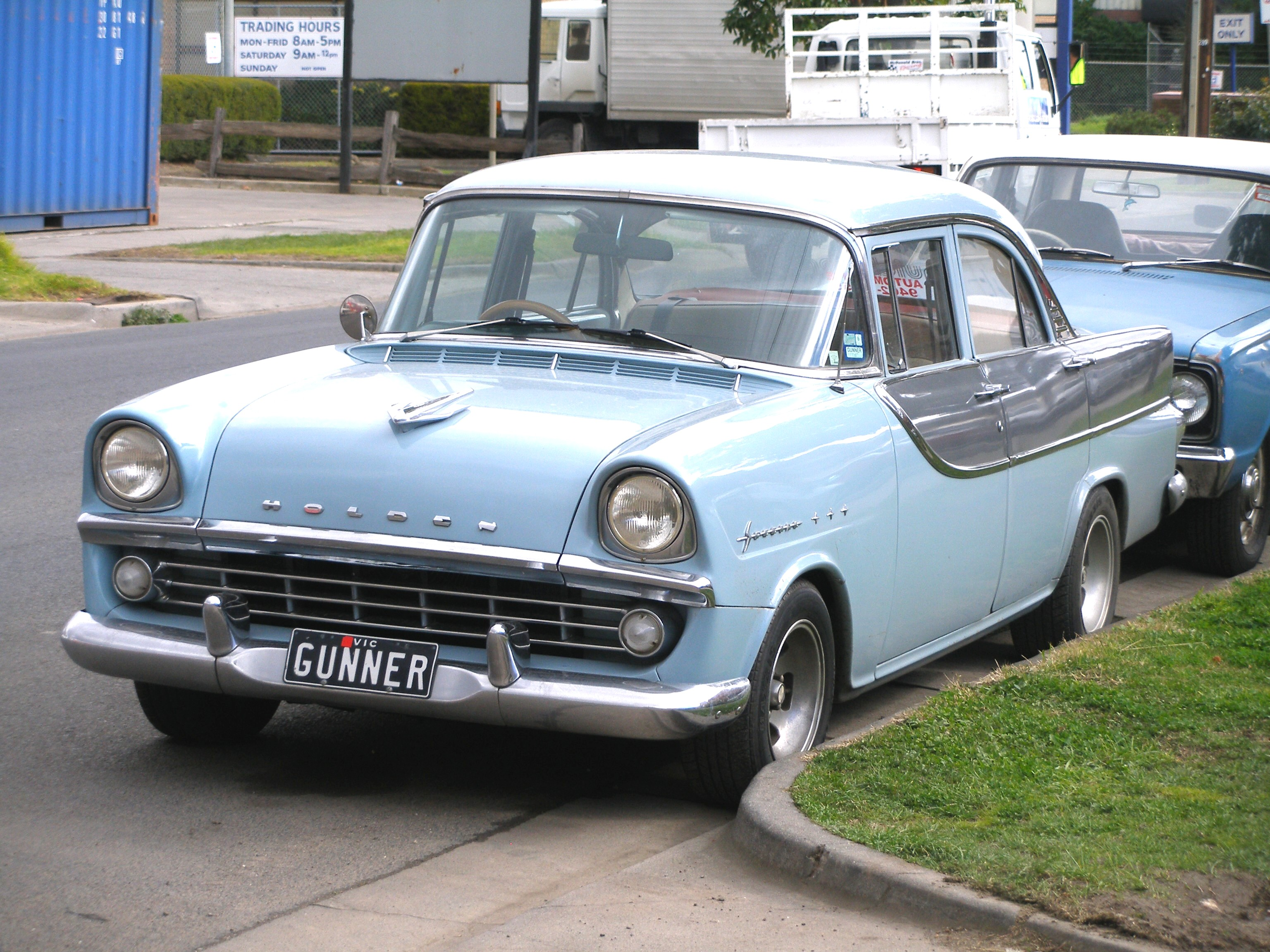
Holden FB (1960—1961)

Хороші продажі в Австралії дозволили Holden охопити понад 50 % ринку до 1958 року, коли вийшла модернізована модель серії FC. Це була перша модель, що пройшла випробування на новому полігоні Holden Proving Ground у Ланг-Ланг, Вікторія.

### 1960-ті роки
У 1960-х Holden уперше стикнувся із серйозною конкуренцією — головні конкуренти почали імпорт своїх автомобілів. 1960 року компанія представила свій новий автомобіль, FB. Екстер'єр машини був створений під явним впливом автомобілів Chevrolet середини 1950-х: задні «плавники», панорамне лобове скло зі зворотнім нахилом передніх стійок даху. До моменту виходу багато хто вважав появу цієї моделі запізнілою. Багато хто також вважав, що запозичений стиль не надто добре підходив компактнішому у порівнянні з американськими автомобілями «Голдену» (за розмірами він був приблизно посередині між радянськими 407-м «Москвичем» і «Волгою» ГАЗ-21).
FB став першою моделлю, яка була пристосована для продажу на ліворульних автомобільних ринках, що істотно збільшило експортний потенціал компанії.

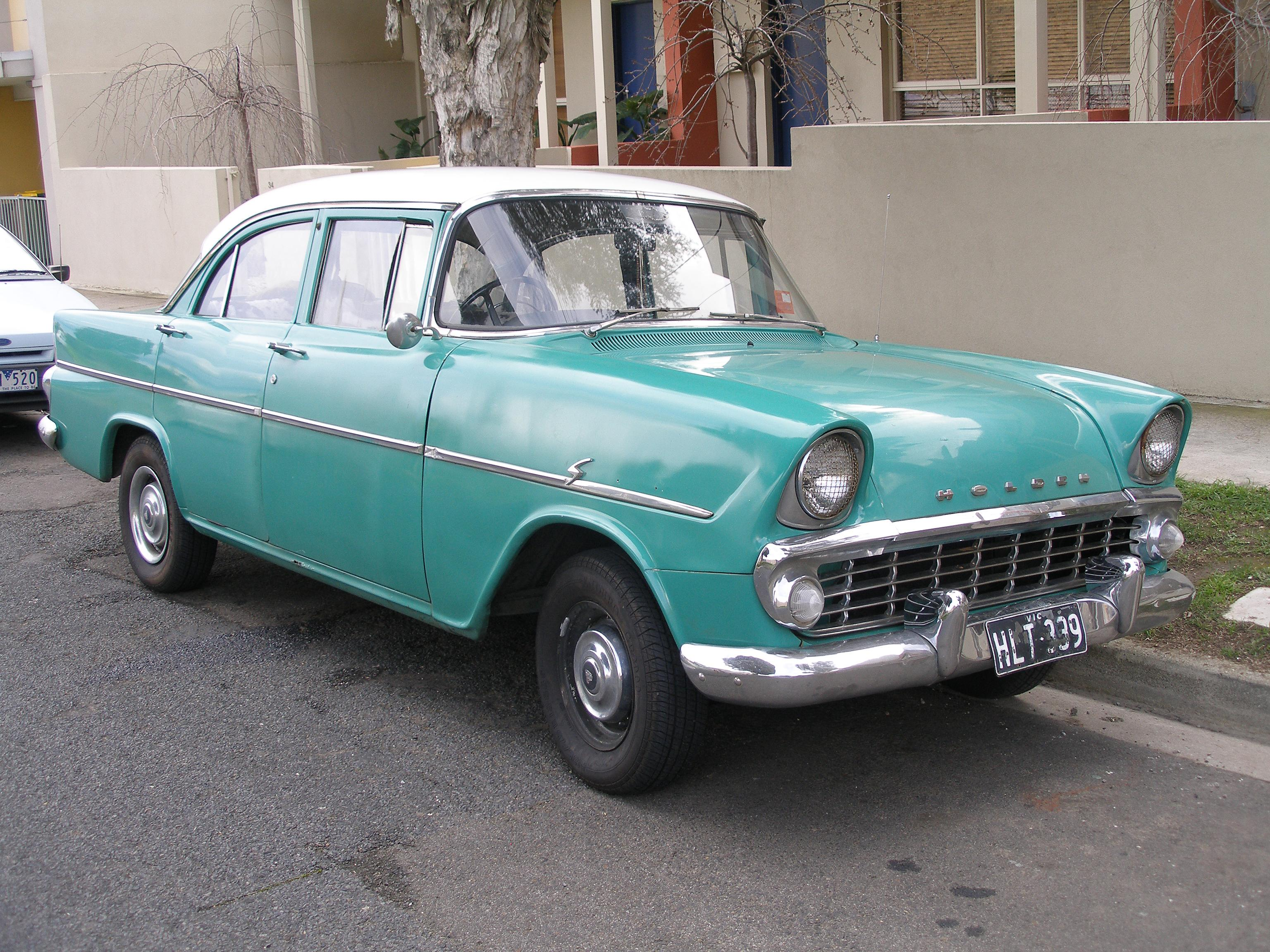
Holden EK (1961—1962)

У 1960 році Ford представив свій новий Falcon в Австралії, лише за місяць після початку продажу у США. На щастя для Holden, Falcon був неміцним, особливо передня підвіска, що робило його малопридатним для дорожніх умов Австралії.
У відповідь на появу «фалкона» Holden випустили рестайлінгову EK у 1961 році; нова модель мала двокольорове забарвлення й обладнувалась автоматичною коробкою передач, але дизайн мала так само застарілий, у стилі другої половини п'ятдесятих років.

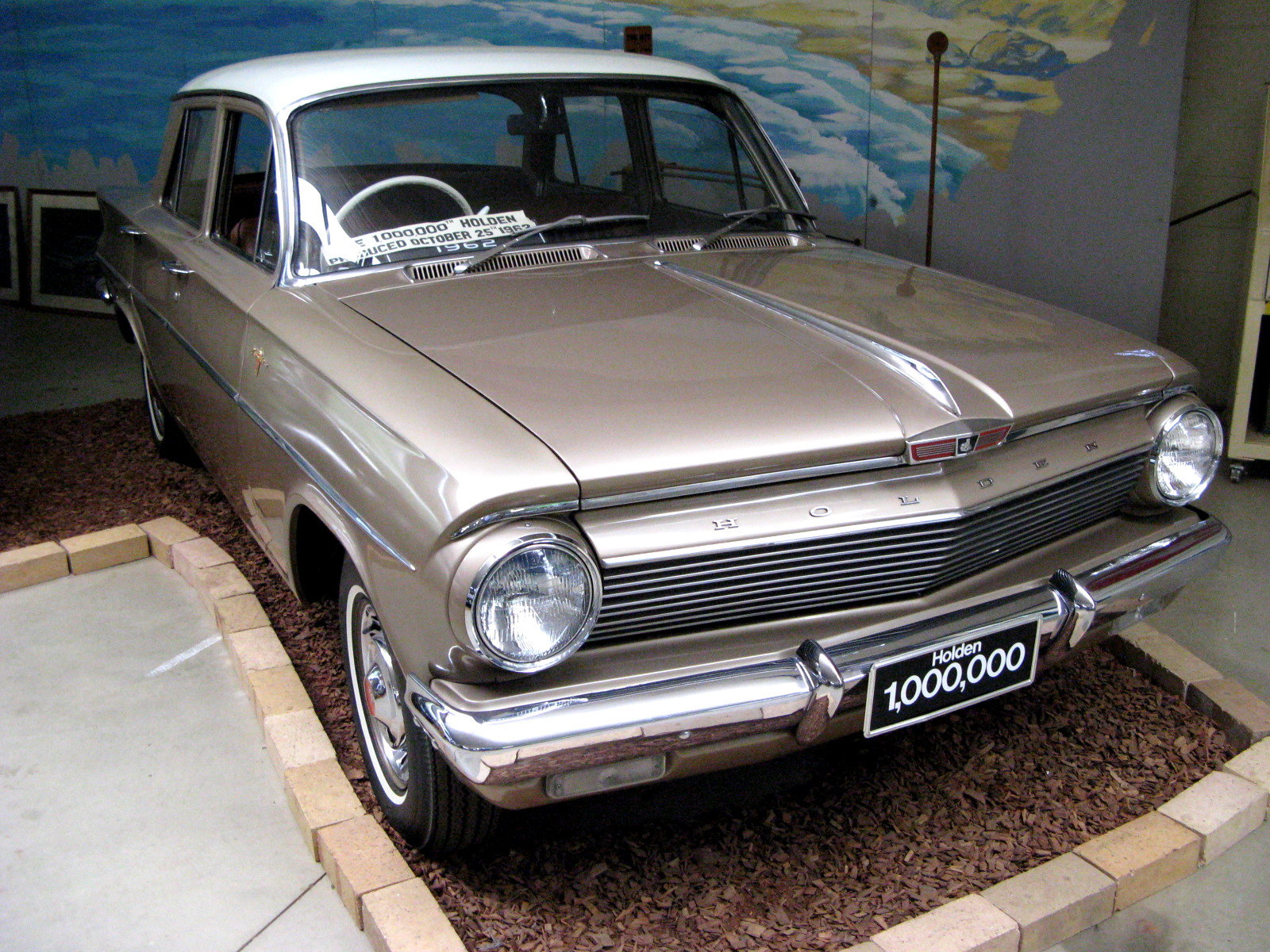
Holden EJ (1962—1963)

Абсолютно нова модель EJ побачила світ 1962 року, дебютуючи в ролі нової люксової моделі Premier.
Покращена модель серії EH, що вийшла у 1963 році, вперше отримала новий двигун Red Engine, потужніший за старий Grey Engine. Передня підвіска автомобіля вперше стала безшкворневою.
Серія HD 1965 року представила нову АКПП Powerglide, й опцію X2 з потужнішою версією 2,9 л. 6-циліндрового двигуна.

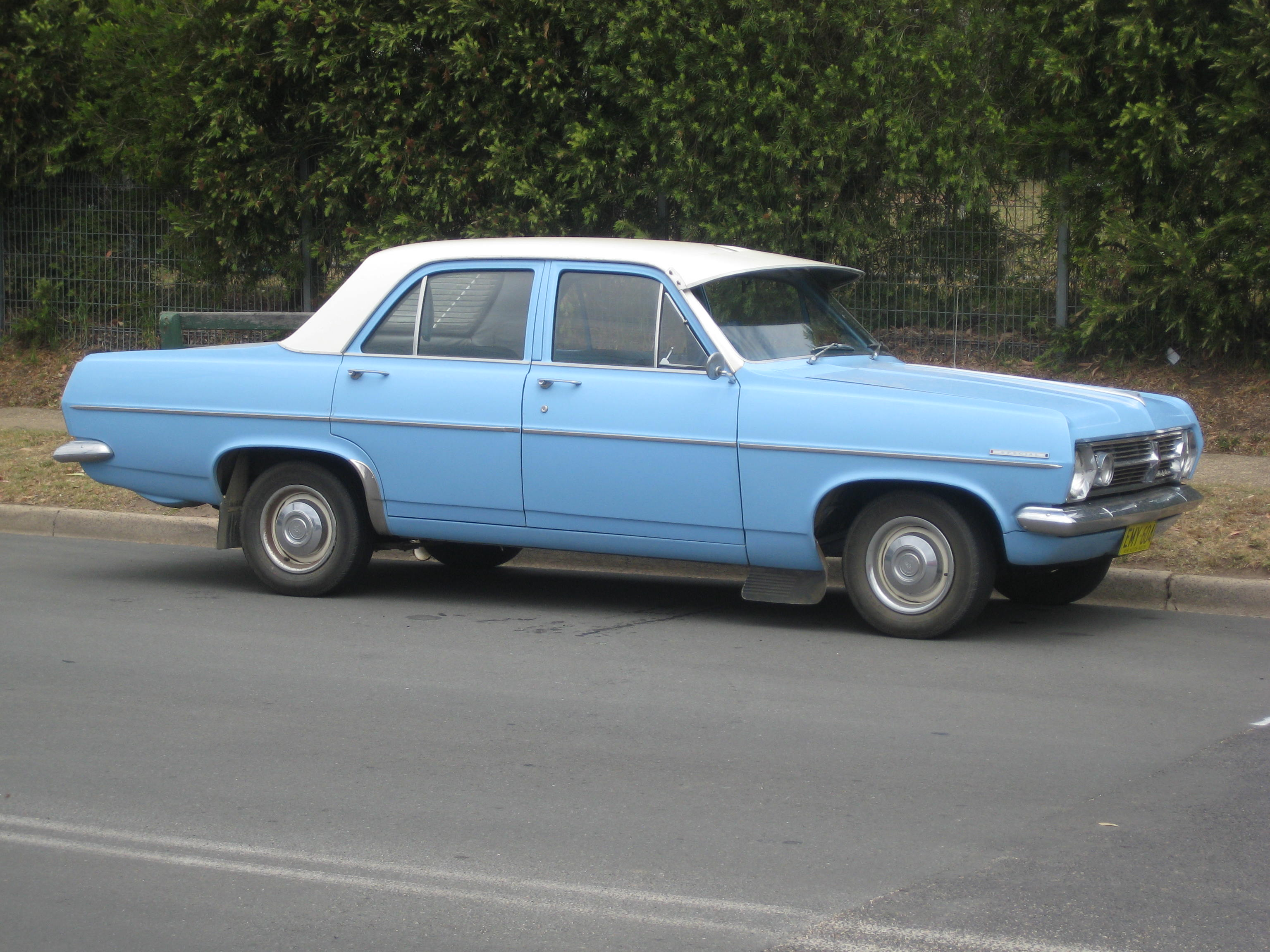
Holden HR (1966—1968)

У 1966 році вийшла HR, що продавалась кількістю понад 250 000 автомобілів за два роки. Зміни торкнулись передньої та задньої частин автомобіля, а також збільшився об'єм двигуна. Окрім того, HR отримав передні паски безпеки — Holden став першою австралійською компанією, що включила цю систему безпеки до базової комплектації всіх своїх автомобілів. Це прискорило завершення будівництва нової фабрики у Квінсленді.
У 1964 році Holden почав збирати модель HA на базі Vauxhall Viva. Ця модель була замінена новою — Holden Torana у 1967 році, а розробка Viva ознаменувала завершення виробництва Vauxhall в Австралії.
Holden запропонував модель LC — Torana з новим дизайном, а в 1969 році з'явився новий 6-циліндровий двигун Holden. Під час розробки Torana планувалась як гоночний автомобіль, але дослідження показали, що така модель популярна й на цивільному ринку.

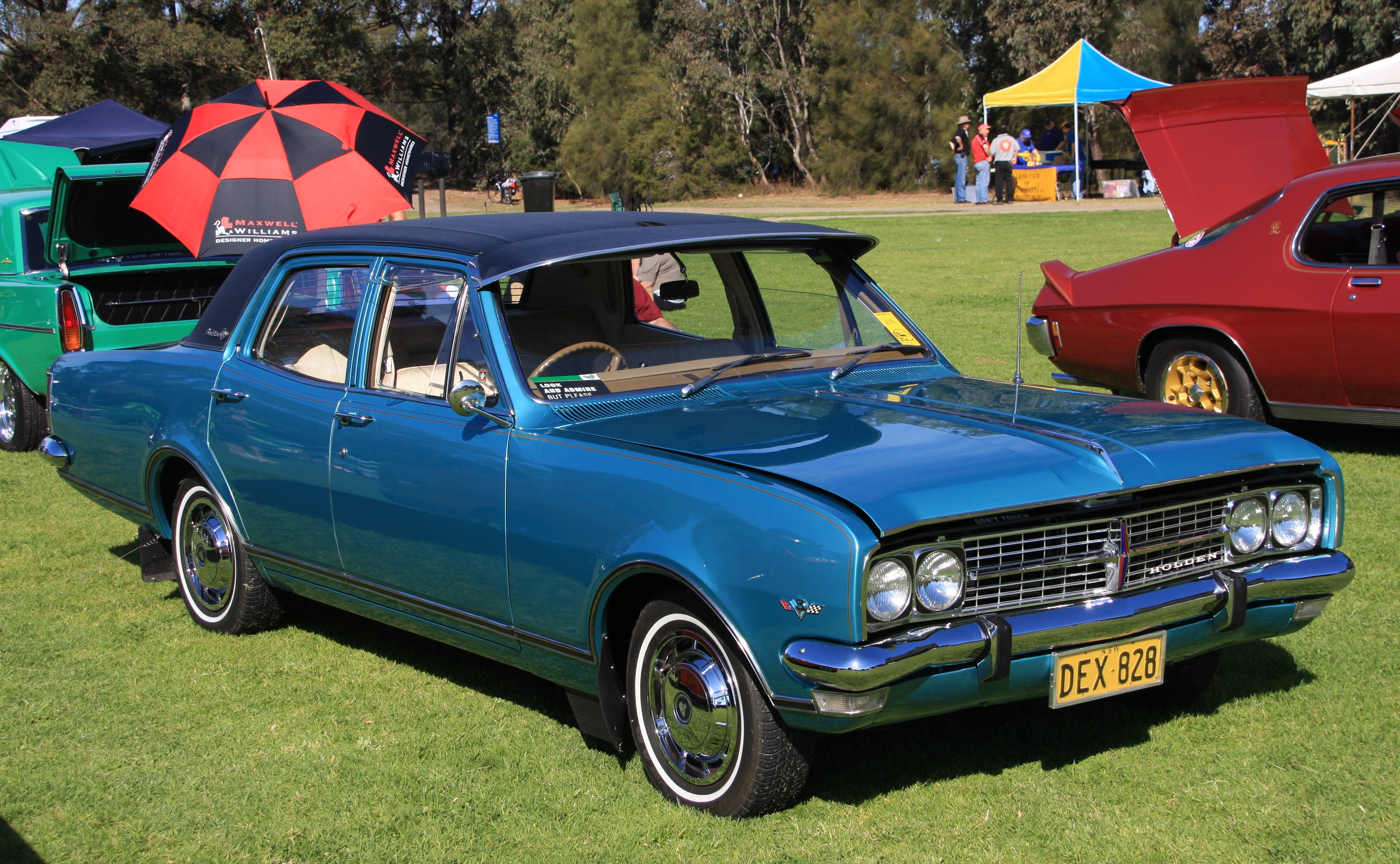
Holden HK (1968—1971)

Співробітництво Holden з Chevrolet та Pontiac припинилось 1968 року, одночасно з виходом нової флагманської моделі HK. Було представлено новий двигун V8 виробництва Chevrolet, що імпортувався з Канади.
Серія HK включала престиж-модель із подовженими дверима Brougham і купе з двома дверима Monaro. Модель Special набула нової назви Kingswood, а модель Standard стала називатись Belmont.
Перший австралійський V8, цілком розроблений і поставлений на потік власними силами, Holden V8 дебютував із концептом Hurricane у 1969 році, перед тим як бути затвердженим для рестайлінгової моделі HT. Він був доступним у двох варіантах: 4,2 л і 5,0 л.
Попри появу серйозних суперників, у першу чергу Ford Falcon, Chrysler Valiant та японські автомобілі, у 1960-х Holden залишався автомобілем із найбільшими обсягами продажу в Австралії. Продажі спонукались відкриттям експорту седанів та універсалів Kingswood в Індонезію, Тринідад і Тобаго та Південну Африку.

### 1970-ті роки

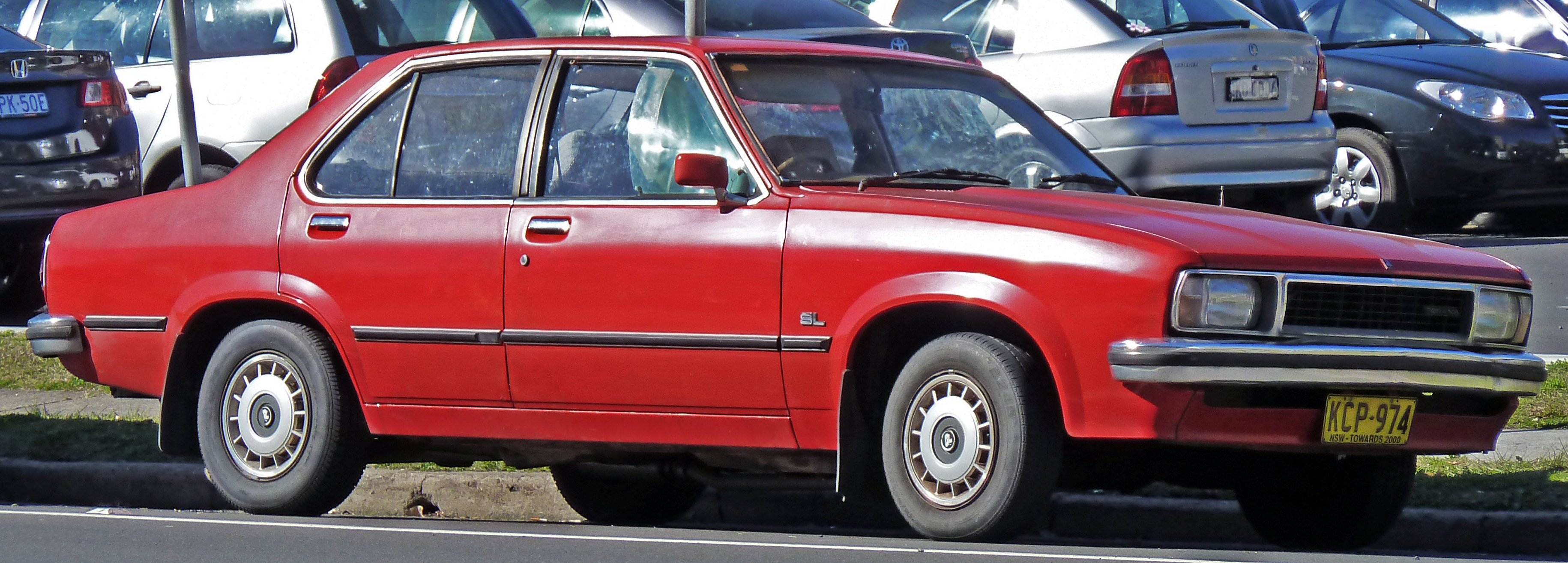
Holden UC Torana SL, седан, 1979

У 1970 році Holden реорганізував завод у Південній Австралії під виробництво ПКПП Tri-Matic. Нова тришвидкісна коробка передач дебютувала у HG. Упродовж наступного року Holden запустив нову серію HQ. До того часу Holden виробляв усі свої автомобілі в Австралії, й усі вони були розроблені цілком в Австралії; тим не менше до кінця десятиліття Holden виробляв автомобілі, розроблені за океаном. HQ був ретельно перероблений, представляючи нову просторову раму й монококову конструкцію. З інших новинок були представлені нова підвіска та збільшена колісна база для універсалів. Серія включила новий престижний бренд Statesman з подовженою колісною базою, покликаний замінити застарілий Brougham. Statesman також заслуговує на увагу й тому, що продавався не як Holden, а як Statesman; ця модель експортувалась до інших країн як Chevrolet Statesman.
Рама HQ призвела до створення Monaro з двома дверима, і, попри присутність на ринку схожих за розміром конкурентів, серія HQ мала найбільші продажі за всю історію Holden (за 3 роки продано 485 650 автомобілів). Серія HQ була перероджена з появою HJ, яка представляла нову лицьову панель і новий задній бампер. Ці деталі збереглись, хоч і з невеликими змінами, у серіях HX і HZ.
На серію HX ставили перероблені двигуни, що відповідали державним стандартам за шкідливими викидами, у той час як HZ надавав покращений контроль управління й підвищений комфорт із новою системою підвіски RTS (англ. Radial Tuned Suspension).
Упродовж 1970-х років Holden використовував рекламний джингл «Футі, Пиріг із м'ясною начинкою, Кенгуру і автомобілі Голден» (посилання до американського джингла Chevrolet Baseball, Hot Dogs, Apple Pies and Chevrolet). Виробництво Torana тривало на базі більшої, середньорозмірної серії LH, що вийшла 1974 року, й випускався лише 4-дверний седан. LH Torana була одною з небагатьох машин, які у всьому світі продавали з 4-, 6- й 8-циліндровими двигунами. Такий напрямок зберігався поки Holden не представив Sunbird у 1976 році, насправді чотирициліндрова Torana з новою назвою. З виходом серії LX Holden представив тридверні хетчбеки Sunbird і Torana. 1978 року з виходом серії UC Torana отримує останнє покоління, яке принесло Торані славу легендарної гоночної машини в Австралії.
У 1975 році Holden представив компактну Gemini, австралійську версію Opel Kadett. Gemini була розроблена японським дочірнім підприємством GM, Isuzu. На Gemini ставили 1,6-літровий 4-циліндровий двигун. Gemini швидко набула популярності, мала найвищий рівень продажу у своєму класі й випускалась до 1987 року.
Найпопулярніший автомобіль Holden — Commodore — був представлений 1978 року як VB. Новий сімейний автомобіль був оснований на базі Opel Rekord, але з передом від Opel Senator, використаним щоб вміщувати великі 6-циліндрові і V8-двигуни Holden. Первинно Commodore очолював список продаж Holden в Австралії, але потім запозичення дизайну заокеанських автомобілів зменшило сприйняття машини публікою.
Holden зупинив виробництво Torana у 1979 році, а Sunbird — у 1980 році. Після появи у 1978 році Commodore Torana стала «проміжною» між меншою, але економічнішою Gemini й більшою, більш представницькою Commodore. Найближчим аналогом Torana стала Camira, випущена 1982 року.

### 1980-ті роки

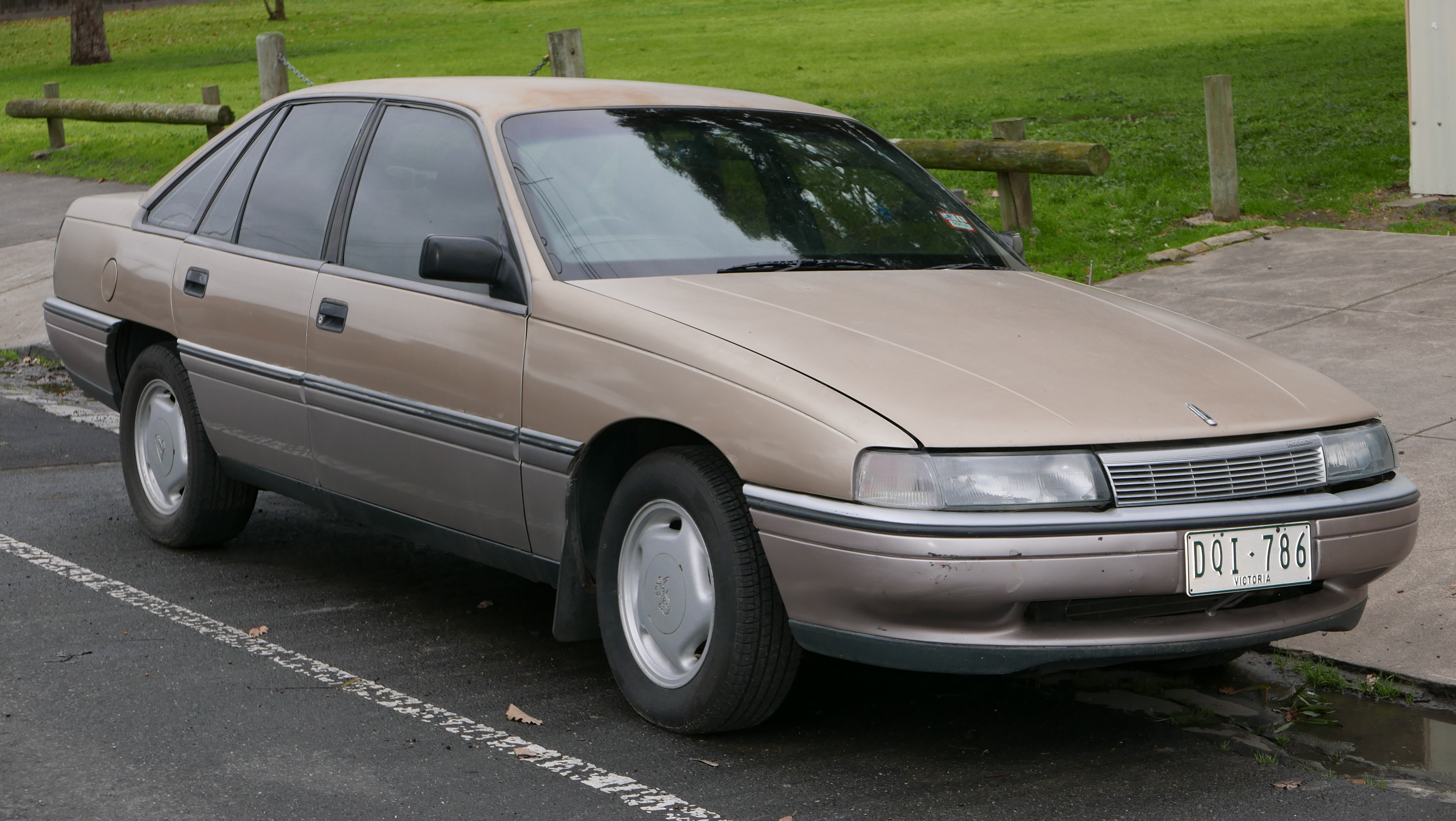
Holden Calais (VN), седан, 1988

1980-ті роки стали непростими для австралійських автовиробників. Уряд взяв курс на виробництво меншої кількості економічніших автомобілів та збільшення експорту. Десятиліття почалось із закриття заводу у Педжвуді й початку виробництва Rodeo, ребадженого Isuzu Rodeo. Rodeo був доступним у варіантах із двома й чотирма ведучими колесами з дизельним і бензиновим двигунами. Модельний ряд було оновлено 1988 року з появою серії TF, заснованої на Isuzu TF.
Holden представив нову серію WB у 1980 році. У той самий час моделі серій Hq, HX і HZ не могли складати конкуренцію аналогічним автомобілям із лінійки Ford. Виходячи з цього, випуск даних автомобілів припинився 1984 року. Продажі Commodore також впали, і на деякий час Commodore поступився позиціями Ford Falcon. Продажі в інших сегментах також постраждали від приходу на ринок Ford, Mitsubishi, Toyota, Nissan. Випущена у 1982 році Camira почала добре продаватись, але пізніше продажі впали, тому що покупці вважали 1,6 л двигун недостатньо потужним, а їздові якості оцінили нижче середнього. Camira вироблялась загалом 7 років і принесла Holden збитки у розмірі 500 мільйонів австралійських доларів.
У 1984 році Holden представив VK Commodore зі значними змінами у порівнянні з попередньою версією VH. 1986 року Commodore був ще раз оновлений, отримавши нові перед і зад. Суперечливим рішенням було ставити на Commodore 3,0 л двигун Nissan RB30 і чотиришвидкісну автоматичну коробку передач. Зміна двигуна була необхідною у зв'язку з прийняттям закону про неочищений бензин. Рішення застосувати японську трансмісію призвело до закриття заводу у Вудвіллі.
Holden почав продавати засновану на Suzuki Swift Barina у 1985 році. У попередньому році Holden ребаджили Nissan Pulsar і стали випускати Holden Astra. Невдовзі Holden уклали угоду з Toyota і створили United Australian Automobile Industries (UAAI). Після цього австралійці стали випускати ребаджені Toyota Corolla й Camry, названі відповідно Holden Nova й Apollo.

### 1990-ті роки

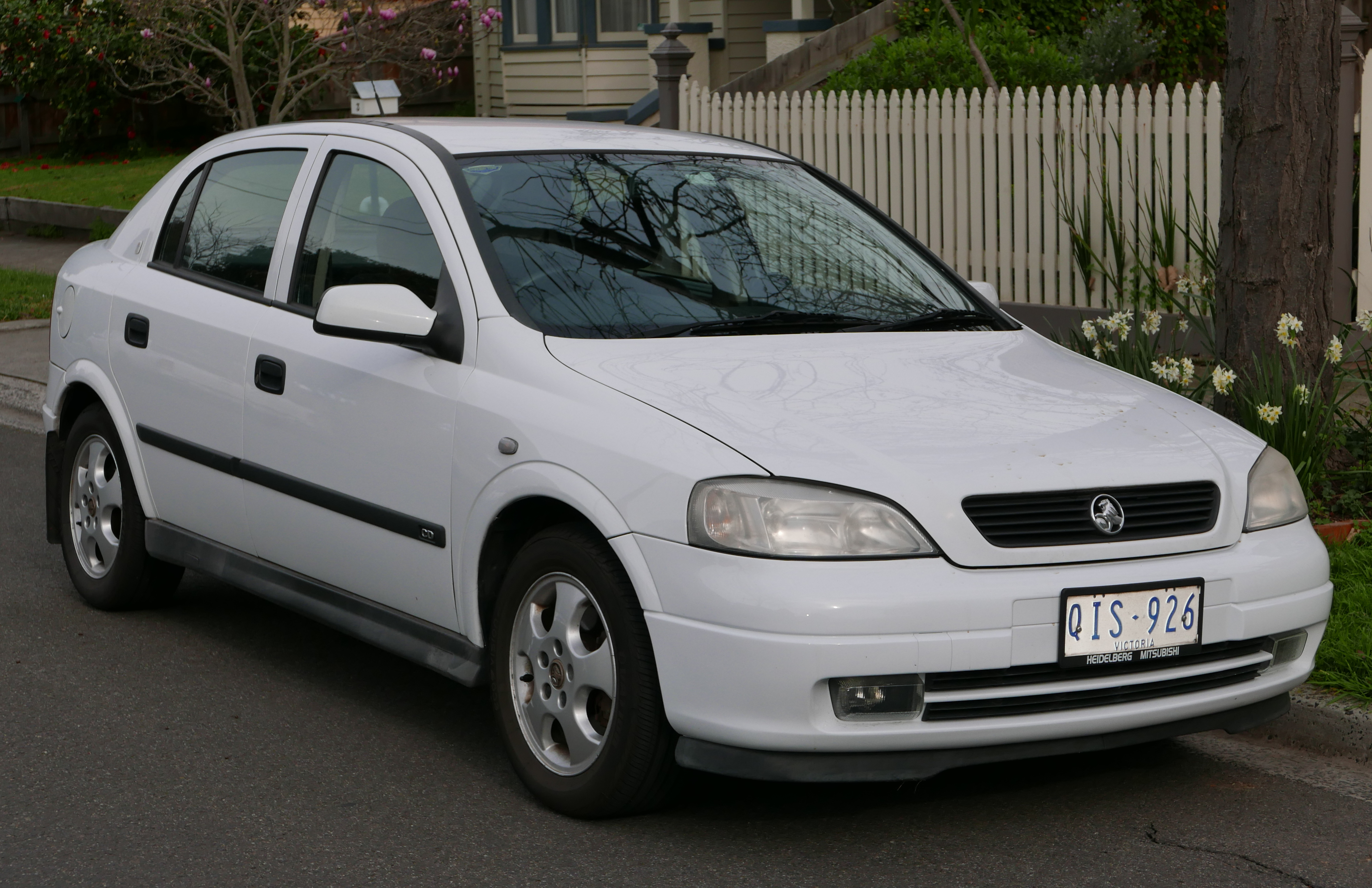
Holden Astra 1998 року продовжила тенденцію Holden щодо використання середньорозмірних та менших моделей від Opel розроблених у Європі

Компанія змінилась упродовж 1990-х років, підвищивши свою долю на австралійському ринку з 21 % у 1991 році до 28,2 % у 1999 році. Окрім виробництва машини, що мала найбільший обсяг продажу, Holden продовжували продавати багато вироблених в Австралії двигунів за океан. У це десятиліття Holden вирішили імпортувати машини які їм були потрібні, щоб представити повний модельний ряд конкурентоспроможних автомобілів.
26 квітня 1990 року новозеландський підрозділ GM, Holden New Zealand, оголосив що виробництво на збиральній лінії у Трентхемі буде розбито на етапи й виготовлені автомобілі будуть імпортуватись, не обкладаючись податком. Упродовж 1990-х років австралійські автовиробники прохали уряд призупинити падіння митних зборів на імпортні автомобілі. 1997 року податки впали до 22,5 % у порівнянні з 57,5 % десятьма роками раніше, а до 2000 року планувалось знизити податок до 15 %. Holden перебував у кризовій ситуації, його керівництво повідомляло про те, що населення Австралії надто мало для вжиття таких заходів й дані реформи призведуть до руйнування місцевої індустрії.
Holden перезапустив раніше знятий із виробництва Statesman у 1990 році, цього разу під маркою Holden, як Statesman і Caprice. 1991 року Holden вніс до Statesman і Caprice цілу низку покращень, як-от ABS на всі 4 колеса, попри те, що Statesman Caprice з 1976 року стандартно випускався із заднім приводом. Цю новинку додали і для короткобазового Commodore у 1992 році. 1993 року VN Commodore отримав нове покоління VR. У порівнянні з попередником VR був на 80 % новим автомобілем. 1997 року було запущено новий Commodore VT. Перезапущений Monaro на базі нового Commodore став відомим на весь світ після того, як його концепт показали на австралійських автовиставках. Новий Monaro з'явився 2001 року і його випускали до 2005 року.
Ребаджені автомобілі від UAAI спочатку продавались погано, але Holden Commodore, Toyota Camryi Corolla відмінно продавались під своїми оригінальними іменами. UAAI розпався у 1996 році, і Holden знову став продавати лише автомобілі GM. Це призвело до закриття заводу у Вікторії. Розроблені компанією Opel у Німеччині Holden Astra і Vectra зайняли нішу, звільнену Holden Nova й Apollo. Також змінилась база Barina — замість Suzuki Swift почали використовувати Opel Corsa. Збирання Holden Vectra почалось у 1998 році, й ці машини були експортовані до Японії та Південно-Східної Азії з шильдиками Опель. Тим не менше Vectra не змогла досягнути рівня продаж, необхідного для підтримання місцевого збирання, та з 2000 року всі Вектри ввозились до Австралії з-за океану.

### 2000-ні роки

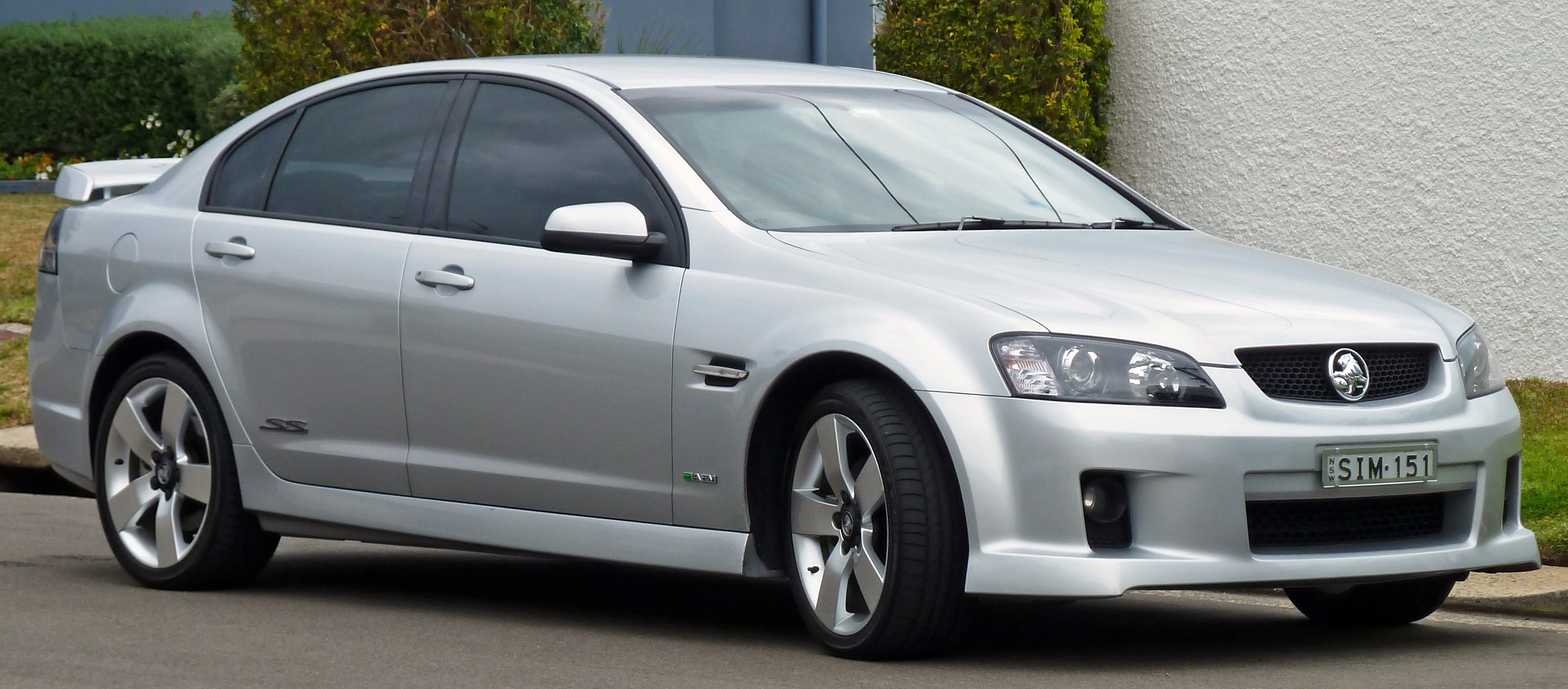
Holden Commodore (VE) SS V, седан, 2009-2010

Зростання ринку Holden 1990-х років змінилось занепадом у 2000-х роках. В Австралії доля ринку впала з 27,5 % у 2000 році до 15,2 % у 2006 році. З березня 2003 року Holden не є продавцем номер один в Австралії, тепер це місце зайняла Toyota. Ці події разом із витратами на створення абсолютно нового автомобіля серйозно підірвали бюджет компанії. Щороку компанія зазнавала збитків, ще одна збиральна лінія закрилась у 2005 році, лише за два роки після відкриття. Для закриття вакансій Holden розгорнула рекламну кампанію, у якій пропонувала серйозні знижки на свої автомобілі працівникам.
Commodore оновили у 2002 році. 2004 року почали випуск рестайлінгової моделі з новим двигуном High Feature engine. Було збудовано нову лінію з виробництва подібних двигунів потужністю 900 одиниць на добу, що принесло до казни Австралії 5,2 мільярди австралійських доларів. High Feature engine поставили на абсолютно новий VE Commodore. На відміну від попередніх поколінь новий Коммодор не використовував платформу Opel.
Упродовж 1990-х років в основі багатьох автомобілів Holden лежали прототипи Opel. Щоб збільшити прибуток, Holden звернули свою увагу на південнокорейську компанію Daewoo. Насамперед Barina змінила платформу на Daewoo Kalos у 2005 році, хоч і виходила під тією самою назвою. Того ж року Viva заснована на Chevrolet Lacetti змінила Holden Astra Classic, але попри це у 2004 році вийшла нова Astra. Наступним вийшов кросовер Captiva у 2006 році. Після припинення випуску Frontera і Jackaroo у 2003 році, у Holden залишався тільки один повноприводний автомобіль — універсал Adventura, збудований на базі Commodore. Holden Vectra замінили корейським аналогом Epica у 2007 році. Після роз'єднання Isuzu і GM Holden втратили права виробляти автомобілі під назвою Rodeo. Тому цю модель випустили після рестайлінгу у 2008 році під ім'ям Colorado.

### 2010-ті роки

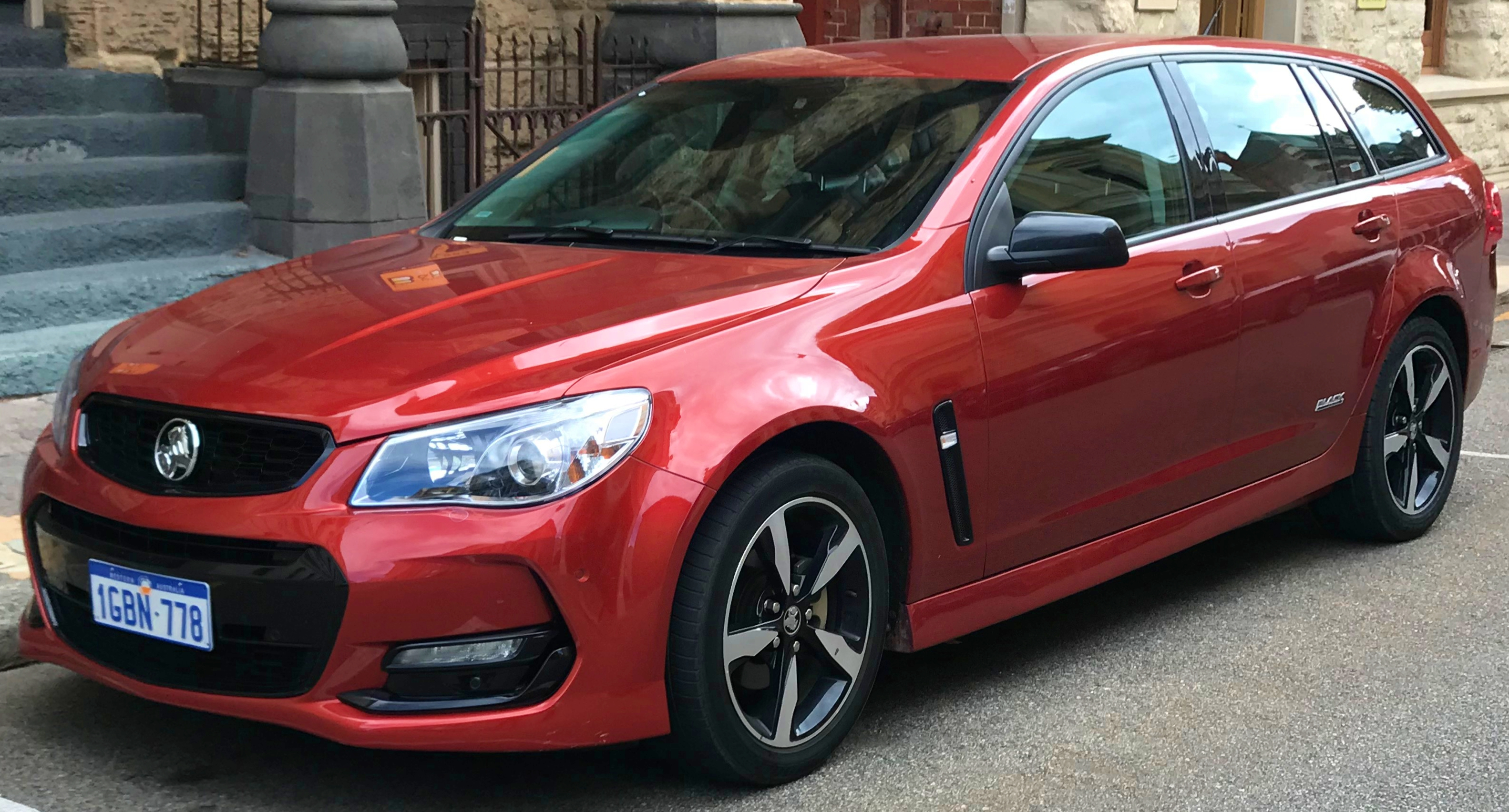
VF Commodore; остання модель місцевого виробництва в лінійці Holden

Після невдалої спроби отримати додаткове фінансування, необхідне від нового ліберально-національного коаліційного уряду, 11 грудня 2013 року компанія General Motors оголосила, що компанія Holden припинить виробництво двигунів і транспортних засобів в Австралії до кінця 2017 року. У результаті протягом чотирьох років буде втрачено 2900 робочих місць. Після 2017 року присутність Holden в Австралії складатиметься з національної торгової компанії, центру розподілу запчастин і глобальної дизайнерської студії.
У 2015 році Холден знову почав продавати ряд автомобілів виробництва Opel, включаючи Astra VXR і Insignia VXR (обидві засновані на моделях OPC, які продає Vauxhall) і Cascada. Пізніше того ж року Holden також оголосив про плани продавати європейську Astra та південнокорейську Cruze разом із 2017 року.

### 2020-ті роки

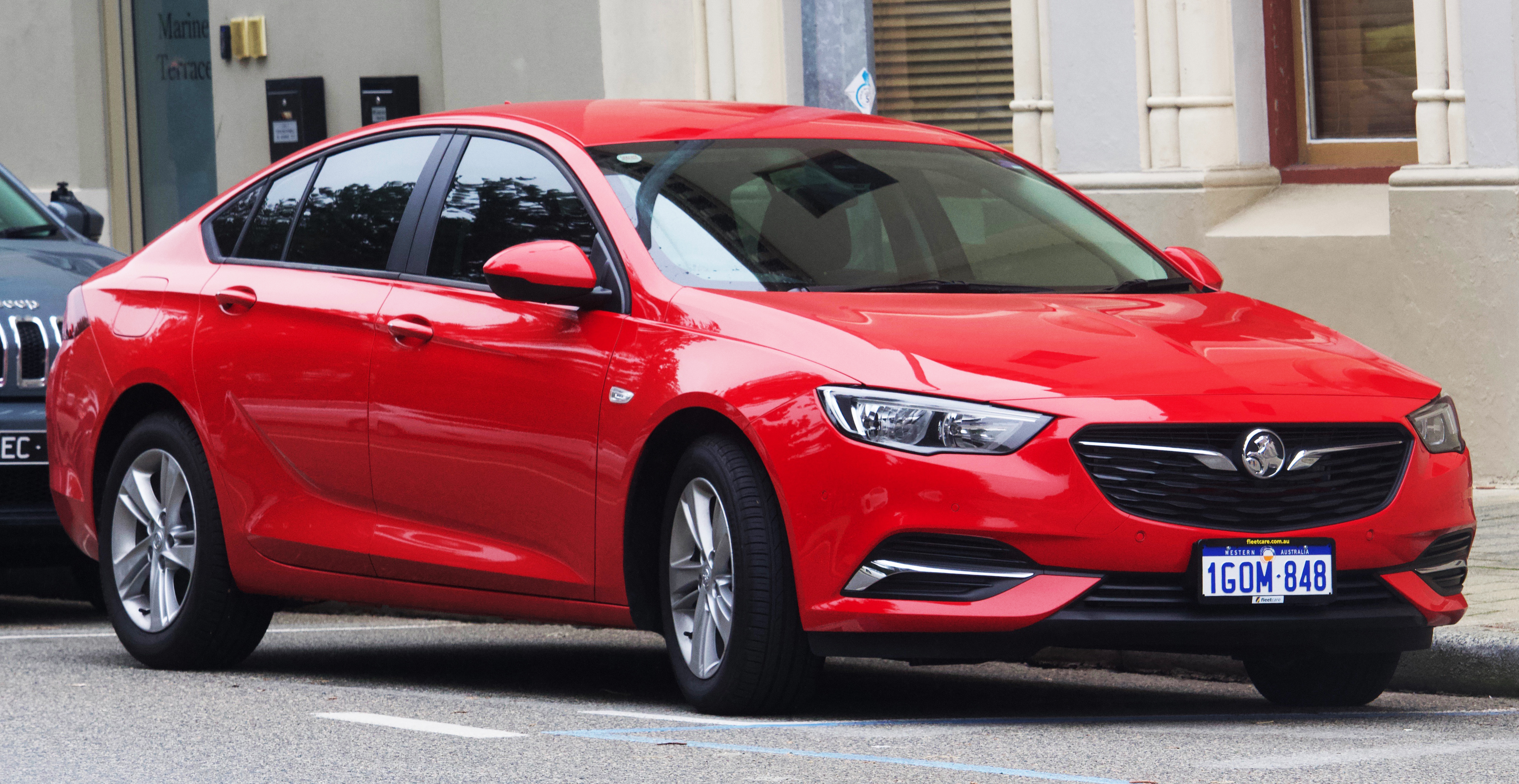
The Holden Commodore (ZB); перейменований Opel, був останньою моделлю Commodore до припинення виробництва марки Holden

17 лютого 2020 року General Motors оголосила, що бренд Holden припинить свою діяльність до 2021 року після того, як GM заявив, що більше не буде виробляти автомобілі з правим кермом у всьому світі, залишивши ринок Австралії та Нової Зеландії в цілому. Holden випустив майже 7,7 мільйона автомобілів.

## Модельний ряд
- Holden Barina — малолітражний гетчбек, ребаджений Daewoo Kalos, виготовляється у Південній Кореї.
- Holden Barina Spark — малолітражний хетчбек, ребаджений Daewoo Matiz, виготовляється у Південній Кореї.
- Holden Cruze — седан, ребаджений Daewoo Lacetti Premiere, виготовляється у Південній Кореї.
- Holden Epica — повнорозмірний седан, ребаджений Chevrolet Evanda, виготовляється у Південній Кореї.
- Holden Commodore — повнорозмірний седан на платформі GM Zeta, Австралія. Модифікації:
  - Omega Sedan
  - Omega LPG Sedan (на газу)
  - SV6 Sedan
  - SS Sedan
  - Berlina Sedan
  - Berlina LPG Sedan (на газу)
  - Calais Sedan
  - Calais V-Series Sedan
- Holden Sportwagon — повнорозмірний універсал на платформі GM Zeta, Австралія.
- Holden Statesman  /Holden Caprice (модифікація класу «люкс») — седан представницького класу на подовженій GM Zeta, Австралія. Продається зарубіжними підрозділами General Motors як Buick Park Avenue, Chevrolet Caprice, Daewoo L4X.
- Holden Colorado — мінівантажівка, створена на базі Isuzu D-Max.
- Holden Combo — Opel Combo, виготовляється у Португалії.
- Holden Ute — легка вантажівка («ют») на базі Commodore, Австралія.
- Holden Captiva — SUV ребаджений Daewoo Winstorm, виготовляється у Таїланді.

Також у Голдена є спеціальний підрозділ HSV (Holden Special Vehicle), що виготовляє тюнінговані і спортивні автомобілі на базі існуючого модельного ряда.
Модельний ряд підрозділу HSV:
- Avalanche XUV
- Clubsport
- Grange
- GTS
- Maloo
- Senator
- SV88
- VXR
- W427

Автомобілі General Motors під торговою маркою Holden не продавались за межами Австралії і Нової Зеландії.

## Виробництво двигунів
Розташований у Порт-Мельбурні підрозділі Голден виготовляє двигуни родини «Високопотужні мотори GM», що на внутрішньому австралійському ринку має ім'я Alloytec. Двигуни типу DOHC конфігурації V6 та V8 й об'ємом відповідно 3,6 л і 5,7 л. 2007 року почались роботи над двигуном V12 об'ємом 7,2 л.
Двигунами, виготовленими в Австралії, комплектуються автомобілі американських підрозділів GM Cadillac та Chevrolet. Також двигуном Alloytec V6 комплектується Suzuki XL-7.